# 菲島福木
菲島福木（学名：Garcinia subelliptica）为藤黄科藤黃屬下的一个种。別名福木、福樹、楠仔、金錢樹等。原產於菲律賓、台湾、琉球群島等，分布在斯里兰卡、印度尼西亚、菲律宾、台湾、琉球群島等地，一般生於海滨的杂木林中。

## 生長性狀
菲島福木为喬木，樹幹直立，樹皮厚、黑褐色，株高可達10多米。枝幹斷折處會分泌白色乳汁，有誘發過敏反應之可能。葉片圓錐形，葉序對生，色深綠。花序穗狀腋生，春夏開花。秋季結果實，球形漿果，直徑3～4.5公分，可食，果實過熟腐爛會產生特殊臭味，類似瓦斯氣味。

## 用途
菲島福木可以作為防風林、行道樹美化行人道、籬笆；樹脂可造染料。果實無毒可食，熟度適中者口感如甜柿，優良商業量產品系風味甜美。在原產地為量產果樹。

## 扩展阅读
- 維基物種上的相關：菲島福木